# Käthe Mirtschin
Käthe Mirtschin (* 9. Oktober 1883 in Dresden; † unbekannt, bis nach 1941) war eine deutsche Malerin und Zeichnerin.

## Leben
Die Lehrerstochter Käthe Mirtschin studierte an der Großherzoglichen-Sächsischen Kunstschule Weimar bei Ludwig von Hofmann. Weitere Studien folgten in Berlin und Paris. Sie lebte und arbeitete in Dresden. In Dresden war sie Mitglied im Sächsischen Kunstverein, im Sächsischen Künstlerrat und war Mitglied der Gruppe Dresdner Künstlerinnen, Ortsverband Dresdner Künstlerinnen, des damals neu gegründeten Bundes deutscher und österreichischer Künstlerinnenvereine. Sie war auch Mitglied der Künstlervereinigung Dresden und des Reichsverbands bildender Künstler Deutschlands.
Dressler listet ihren Wohnort 1930 mit Strehlenerstraße 21 in Dresden.

## Werk
Ihre Gemälde waren beeinflusst vom Impressionismus. Zeichnungen von Käthe Mirtschin befinden sich im Besitz der Kunstsammlung Nordrhein-Westfalen in Düsseldorf und im Besitz des Stadtmuseums Bautzen.